# Drambuie

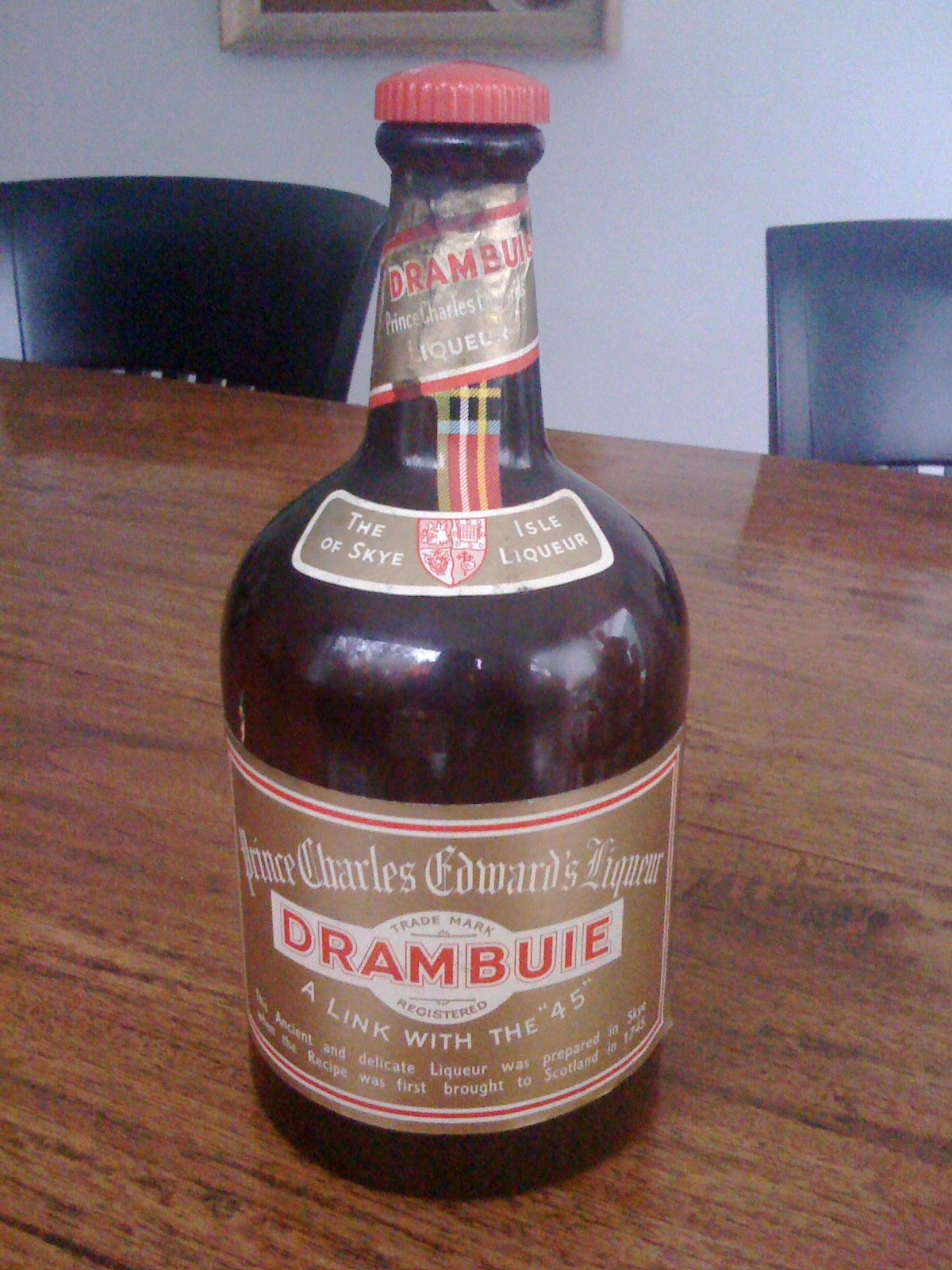
Butelka Drambuie

Drambuie (wym. [dræmˈbuːi], [dræmˈbʲuːi]) – likier na bazie mieszanki szkockich whisky z dodatkiem miodu wrzosowego i wyciągów ziołowych. Receptura jest tajemnicą producenta.
Nazwa Drambuie pochodzi od szkocko gaelickiego zwrotu an dram buidheach, oznaczającego napój, który zadowala i została zastrzeżona w 1892.

## Historia
Po przegranej bitwie pod Culloden, która zakończyła II powstanie jakobickie książę Karol Edward Stuart uciekł na wyspę Skye, gdzie schronienia udzielił mu Charles McKinnon. Książę nagrodził jego pomoc sekretną recepturą trunku, a rodzina zaadaptowała przepis do produkowanej na własne potrzeby whisky. Drambuie jest nadal produkowany przez rodzinę McKinnon, lecz w okolicach Edynburga. Do sprzedaży trafił w 1906 i szybko uzyskał popularność.

## Koktajle
Drambuie pije się bez dodatków, z lodem albo w koktajlach (na przykład Rusty Nail – pół na pół ze szkocką whisky).